# Правила отбора
Пра́вилами отбо́ра в спектроскопии называют ограничения и запрет на переходы между уровнями квантомеханической системы с поглощением или излучением фотона (или других частиц), наложенные законами сохранения и симметрией.

## Дипольные и мультипольные переходы
Оптические переходы между уровнями квантовомеханической системы классифицируют по мультипольности: дипо́льные переходы, квадрупо́льные переходы, октупо́льные переходы и т. д. Это так называемые электрические переходы. Кроме того, существуют магнито-дипольные переходы, и, соответственно, магнито-квадрупольные переходы и т. д. Обычно дипольные переходы по интенсивности следуют перед квадрупольными, квадрупольные перед октупольными — чем выше мультипольность, тем слабее квантовомеханическая система взаимодействует со светом. Но если матричный элемент дипольного перехода равен нулю, наблюдаются и переходы высшей мультипольности. Магнито-дипольные переходы менее интенсивны, чем электрические дипольные, но интенсивнее электрических квадрупольных переходов. Соответственно электрические квадрупольные интенсивнее магнито-квадрупольных переходов, а те, в свою очередь, электрических октупольных и т. д.
Условные спектроскопические обозначения переходов таковы: E1 — электрический дипольный переход, E2 — электрический квадрупольный переход, E3 — октупольный и т. д.; M1 — магнито-дипольный переход, M2 — магнито-квадрупольный переход и т. д.
Матричный элемент дипольного перехода определяется как {\displaystyle -\langle f|e\mathbf {r} |i\rangle }, где {\displaystyle |i\rangle } — волновая функция начального состояния системы, а {\displaystyle |f\rangle } — волновая функция конечного состояния системы в обозначениях бра- и кет-векторов, e — заряд электрона, а {\displaystyle \mathbf {r} } — радиус-вектор. По аналогии определяется матричный элемент магнито-дипольного перехода, а именно {\displaystyle -\langle f|\mu (2\mathbf {S} +\mathbf {L} )|i\rangle }, где {\displaystyle \mathbf {S} } — оператор спина, {\displaystyle \mathbf {L} } — оператор орбитального момента.
Переходы между уровнями называются разрешёнными переходами, если матричный элемент дипольного перехода отличен от нуля. В этом случае спектральные линии интенсивные. Переходы между уровнями называются запрещёнными переходами, если матричный элемент дипольного перехода равен нулю. Несмотря на название, запрещённые переходы могут происходить за счет высших мультипольных или при наличии третьих тел. Их спектральная интенсивность меньше.

### Гармонический осциллятор
Разрешённые переходы гармонического осциллятора удовлетворяют правилу отбора:
{\displaystyle n_{\text{f}}=n_{\text{i}}\pm 1},
где nf и ni — квантовые числа конечного и начального состояния соответственно. То есть переходы могут происходить только между соседними состояниями. Учитывая то, что состояния гармонического осциллятора эквидистантны, это приводит к существованию в спектре излучения или поглощения единой линии.

### Магнитное квантовое число
Для магнитного квантового числа
{\displaystyle \Delta m=0,\,\pm 1}.
Свет, который испускается при переходе с {\displaystyle \Delta m=0}, линейно поляризован. При переходах с {\displaystyle \Delta m=\pm 1} испускается циркулярно поляризованный свет.

### Квантовое число полного момента
Для квантового числа полного момента многоэлектронной системы
{\displaystyle \Delta J=0,\pm 1}.
Кроме того, запрещены электромагнитные переходы между состояниями, в которых оба квантовых числа полного момента равны нулю.

### Орбитальное квантовое число
Для орбитального квантового числа
{\displaystyle \Delta L=\pm 1}.
Если говорить о многоэлектронных системах в атомах, то нужно учитывать следующие правила отбора:
1. Переходы между термами разной мультиплетности запрещены.
2. Магнито-дипольные переходы запрещены, если меняется радиальное квантовое число.
3. Переходы EL имеют чётность (−1)L, переходы ML — чётность (−1)L + 1.
4. Для переходов EL и ML имеет место неравенство {\displaystyle \ |J_{\text{i}}-J_{\text{f}}|\leq \Delta L\leq J_{\text{i}}+J_{\text{f}}}, где {\displaystyle \Delta L} — изменение орбитального квантового числа, {\displaystyle J_{\text{i}}} и {\displaystyle J_{\text{f}}} — начальный и конечный полный момент.